# Châu Thành (thị trấn thuộc Sóc Trăng)
Châu Thành là thị trấn huyện lỵ của huyện Châu Thành, tỉnh Sóc Trăng, Việt Nam.

## Địa lý
Thị trấn Châu Thành nằm ở trung tâm huyện Châu Thành, có vị trí địa lý:
- Phía đông giáp xã Phú Tâm và xã Phú Tân
- Phía tây giáp xã Hồ Đắc Kiện
- Phía nam giáp xã Thuận Hòa
- Phía bắc giáp xã Hồ Đắc Kiện và xã Phú Tâm.

Thị trấn Châu Thành có diện tích 7,88 km², dân số năm 2022 là 11.842 người, mật độ dân số đạt 1.502 người/km².
Trên địa bàn thị trấn có Quốc lộ 1 đi qua.

## Hành chính
Thị trấn Châu Thành được chia thành 4 ấp: Trà Quýt, Trà Quýt A, Xây Cáp, Xây Đá.

## Lịch sử
Ngày 24 tháng 9 năm 2008, Chính phủ ban hành Nghị định số 02/NĐ-CP về việc:
- thành lập thị trấn Châu Thành thuộc huyện Mỹ Tú trên cơ sở điều chỉnh 603,80 ha diện tích tự nhiên, 6.984 người của xã Thuận Hòa; 165 ha diện tích tự nhiên, 1.608 người của xã Hồ Đắc Kiện.
- Chuyển thị trấn Châu Thành thuộc huyện Mỹ Tú về huyện Châu Thành mới thành lập quản lý.

Thị trấn Châu Thành – là thị trấn huyện lỵ của huyện Châu Thành có 768,80 ha diện tích tự nhiên và 8.522 người.